# Sandra Bernhard
Sandra Bernhard   (Flint, 6 de juny de 1955) és una actriu, humorista, cantant i escriptora estatunidenca. Va guanyar l'atenció del públic per primera vegada a finals de la dècada de 1970, amb els seus monòlegs en què sovint criticava amargament la cultura de les celebritats i les figures polítiques.
Bernhard és coneguda pel paper de Nancy Barlett Thomas a la comèdia de situació Roseanne de la cadena ABC des de la quarta temporada (1991) fins al final de la sèrie el 1997. També actua com a infermera Judy Kubrak a la sèrie dramàtica de FX Pose. Bernhard és el número noranta-sis de la llista de Comedy Central sobre els 100 millors monologuistes de tots els temps.

## Filmografia

### Cinema
| Any  | Títol                                         | Paper                                         | Notes                                                                           |
| ---- | --------------------------------------------- | --------------------------------------------- | ------------------------------------------------------------------------------- |
| 1980 | Shogun Assassin                               | veu en off en el doblatge en anglès           |                                                                                 |
| 1981 | Cheech &amp; Chong's Nice Dreams              | Girl Nut                                      |                                                                                 |
| 1983 | The King of Comedy                            | Masha                                         | Premi National Society of Film Critics a la millor actriu de repartiment        |
| 1984 | The House of God                              | Angel Dutton                                  |                                                                                 |
| 1985 | Sesame Street Presents: Follow That Bird      | Grouch Diner Waitress                         | Cameo                                                                           |
| 1986 | The Whoopee Boys                              | Extra (sense acreditar)                       |                                                                                 |
| 1988 | Casual Sex?                                   | Extra (sense acreditar)                       |                                                                                 |
| 1988 | Ruta 29                                       | Nurse Stein                                   |                                                                                 |
| 1989 | Heavy Petting                                 | Ella mateixa                                  | Documental                                                                      |
| 1990 | Without You I'm Nothing                       | Ella mateixa (també com a guionista)          |                                                                                 |
| 1991 | Madonna: Truth or Dare                        | Ella mateixa                                  | Documental                                                                      |
| 1991 | El gran falcó                                 | Minerva Mayflower                             |                                                                                 |
| 1992 | Inside Monkey Zetterland                      | Imogene                                       |                                                                                 |
| 1994 | Sandra Bernhard: Confessions of a Pretty Lady | Ella mateixa                                  |                                                                                 |
| 1994 | Dallas Doll                                   | Dallas Adair                                  |                                                                                 |
| 1995 | Unzipped                                      | Ella mateixa                                  | Documental                                                                      |
| 1995 | Les cent i una nits                           | La première quêteuse                          |                                                                                 |
| 1995 | The Reggae Movie                              | Ella mateixa                                  | Documental                                                                      |
| 1995 | Catwalk                                       | Ella mateixa                                  | Documental                                                                      |
| 1997 | Lover Girl                                    | Marci Guerra/'Angel'                          |                                                                                 |
| 1997 | The Apocalypse                                | J.T. Wayne                                    |                                                                                 |
| 1997 | Plump Fiction                                 | Bunny Roberts                                 |                                                                                 |
| 1998 | An Alan Smithee Film: Burn Hollywood Burn     | Ann Glover                                    |                                                                                 |
| 1998 | Exposé                                        | Janet                                         |                                                                                 |
| 1998 | Wrongfully Accused                            | Dr. Fridley                                   |                                                                                 |
| 1998 | Somewhere in the City                         | Betty                                         |                                                                                 |
| 1998 | I Woke Up Early the Day I Died                | Sandy Sands/Professional Mourner and Stripper |                                                                                 |
| 2000 | One Hell of a Guy                             | Déu (veu)                                     |                                                                                 |
| 2000 | Playing Mona Lisa                             | Bibi Carlson                                  | Premi del públic per la millor pel·lícula del Festival de Cinema de Stony Brook |
| 2000 | Dinner Rush                                   | Jennifer Freely                               |                                                                                 |
| 2003 | The Grumpy Bug                                | Narradora                                     | Veu                                                                             |
| 2001 | Zoolander                                     | Ella mateixa                                  | Cameo                                                                           |
| 2004 | The N-Word                                    | Ella mateixa                                  | Documental                                                                      |
| 2004 | The Easter Egg Adventure                      | Claralyne Cluck (veu)                         |                                                                                 |
| 2005 | Searching for Bobby D                         | Sherri Dansen                                 |                                                                                 |
| 2009 | Dare                                          | Dr. Serena Mohr                               |                                                                                 |
| 2010 | See You in September                          | Charlotte                                     |                                                                                 |
| 2011 | Looking for Lenny                             | Ella mateixa                                  | Documental                                                                      |

### Televisió
| Year            | Title                                                 | Role                                         | Notes                            |
| --------------- | ----------------------------------------------------- | -------------------------------------------- | -------------------------------- |
| 1977            | The Richard Pryor Show                                | Paper destacat                               | Cancel·lat després de 4 episodis |
| 1985            | Alfred Hitchcock Presents                             | Karen                                        | Episodi: "Night Caller"          |
| 1991–1997, 2018 | Roseanne                                              | Nancy Bartlett                               | Paper destacat (33 episodis)     |
| 1992            | Sandra After Dark, with Your Hostess, Sandra Bernhard | Ella mateixa (també co-productora executiva) | Telefilm                         |
| 1992–93         | The A-List                                            | Ella mateixa/presentadora                    | 1 episodi                        |
| 1994-96         | Reel Wild Cinema                                      | Ella mateixa/presentadora                    | 22 episodis                      |
| 1995            | Space Ghost Coast to Coast                            | Ella mateixa                                 | 1 episodi                        |
| 1995            | Un divendres boig                                     | Frieda Debny                                 | Telefilm                         |
| 1995            | The Larry Sanders Show                                | Ella mateixa                                 | 2 episodis                       |
| 1996            | Dr. Katz, Professional Therapist                      | Ella mateixa                                 | 1 episodi                        |
| 1996            | The Late Shift                                        | Ella mateixa                                 | Telefilm                         |
| 1996            | Highlander: The Series                                | Carolyn Marsh                                | 1 episodi: "Dramatic License"    |
| 1997            | Superman: The Animated Series                         | Gsptlsnz                                     | 1 episodi                        |
| 1997            | Ally McBeal                                           | Caroline Poop                                | 2 episodis                       |
| 1998–99         | Hercules                                              | Cassandra (veu)                              | 45 episodis                      |
| 1999            | Sandra Bernhard - I'm Still Here..Damn It!            | Ella mateixa (també guionista)               | Telefilm                         |
| 2000            | The Sopranos                                          | Ella mateixa com a Gina                      | 1 episodi: "D-Girl"              |
| 2001-02         | Will & Grace                                          | Ella mateixa                                 | 2 episodis                       |
| 2001            | Sandra Bernhard: Giving Them Lip                      | Ella mateixa                                 | Telefilm                         |
| 2001–03         | The Sandra Bernhard Experience                        | Ella mateixa/presentadora                    |                                  |
| 2003            | Law &amp; Order: Special Victims Unit                 | Priscilla Chaney                             | 1 episodi                        |
| 2003            | Girlfriends                                           | Marcia                                       | 1 episodi                        |
| 2004            | Silver Lake                                           | Sheila Fontana                               | Pilot no venut                   |
| 2004            | The Grumpy Bug                                        | Narradora                                    | Veu                              |
| 2004            | Whoopi's Littleburg                                   | The Macaroni Lady                            | 1 episodi                        |
| 2005            | Crossing Jordan                                       | Roz Framus                                   | 2 episodis                       |
| 2005            | The L Word                                            | Charlotte Birch                              | 5 episodis                       |
| 2005–06         | The Queer Edge                                        | Ella mateixa/copresentadora                  | 26 episodis                      |
| 2007            | Las Vegas                                             | Margo Poon                                   | 1 episodi                        |
| 2007            | The New Adventures of Old Christine                   | Audrey                                       | 1 episodi                        |
| 2009            | Head Case                                             | Ella mateixa                                 | 1 episodi                        |
| 2011            | Roseanne's Nuts                                       | Ella mateixa                                 | 1 episodi                        |
| 2011            | Hot in Cleveland                                      | Nan                                          | 1 episodi                        |
| 2012            | Family Guy                                            | Ella mateixa (veu)                           | Episodi: "Ratings Guy"           |
| 2012            | GCB                                                   | Debby Horowitz                               | 1 episodi                        |
| 2012            | DTLA                                                  | Carla                                        | 3 episodis                       |
| 2013            | The Neighbors                                         | Ms. Porsche                                  | 1 episodi                        |
| 2014            | Switched at Birth                                     | Prof. Teresa Ledarsky                        | 4 episodis                       |
| 2014            | You're the Worst                                      | Herself                                      | 1 episodi                        |
| 2014–15         | Brooklyn Nine-Nine                                    | Darlene Linetti                              | 3 episodis                       |
| 2015            | 2 Broke Girls                                         | Joedth                                       | 5 episodis                       |
| 2016            | Difficult People                                      | Lilith Feigenbaum                            | 1 episodi                        |
| 2018–actualitat | Pose                                                  | Judy Kubrak                                  | 8 episodis                       |
| 2018            | American Horror Story: Apocalypse                     | Hannah                                       | Episodi: "Sojourn"               |
| 2019            | Sweetbitter                                           | Maddie Glover                                |                                  |

### Curtmetratges
| Any  | Títol                | Paper | Notes |
| ---- | -------------------- | ----- | ----- |
| 1996 | Museum of Love       | Kitty |       |
| 2003 | The Third Date       | Ola   |       |
| 2006 | Twenty Dollar Drinks | Star  |       |

## Premis i nominacions
| Any  | Obra                   | Premis                        | Categoria                                        | Result     |
| ---- | ---------------------- | ----------------------------- | ------------------------------------------------ | ---------- |
| 1983 | The King of Comedy     | Premisdel NSFC                | - Millor actriu de repartiment                   | Guanyadora |
| 1991 | El gran falcó          | Premis Golden Raspberry       | - Pitjor actriu de repartiment                   | Nominada   |
| 1997 | Highlander: The Series | Premis OFTA                   | - Millor actriu convidada en una sèrie sindicada | Nominada   |
| 2002 | Ella mateixa           | GLAAD Media Awards            | - Premi Davidson/Valentini                       | Guanyadora |
| 2006 | Ella mateixa           | Premis del Philadelphia QFest | - Premi a la fita artística                      | Guanyadora |